# 성룡의 소림용호문
성룡의 소림용호문(少林門, The Hand of Death)은 홍콩에서 제작된 오우삼 감독의 1976년 액션, 드라마 영화이다. 성룡 등이 주연으로 출연하였고 추문회 등이 제작에 참여하였다.

## 출연

### 주연
- 성룡
- 장 청
- 홍금보

### 조연
- 전준
- 오우삼
- 원표